# آتشکده جره
آتشکده جِرِه یا چهارطاقی گِرِه، آتشکده‌ای مربوط به دوره شاهنشاهی ساسانی است که در بخش جره و بالاده شهرستان کازرون واقع شده است.

## موقعیت جغرافیایی
آتشکده جره در نزدیکی روستای باستانی جره در حدود ۵۰ کیلومتری جنوب شرقی شهر کازرون واقع شده است. این آتشکده بر روی تپه‌ای به ارتفاع ۱۴ متر، مُشرف به رودخانهٔ جره قرار دارد.

## پیشینه
آتشکده جره توسط مهرنرسه، وزیر دربار ساسانی بنا شده است. در اطراف آتشکده آثار ساختمان‌هایی دیده می‌شود که احتمال وجود شهری نسبتاً بزرگ در این منطقه در دورهٔ ساسانیان را افزایش می‌دهد.

## ویژگی‌ها
طول هر ضلع خارجی این آتشکده ۸.۳ متر و اندازهٔ اضلاع داخلی آن ۶.۳ متر می‌باشد که از سنگ و گچ با ملاط ساخته شده‌اند.

## ثبت ملی
آتشکده جره در ۲۱ آبان سال ۱۳۱۷ با شمارهٔ ۳۱۲ در فهرست آثار ملی ایران به ثبت رسید.